# Yacine Abdessadki
Yacine Abdessadki (Nice, 1 de janeiro de 1981) é um futebolista franco-marroquino que atua como meio-campo. Atualmente, joga pelo SC Freiburg.
Ele é naturalizado marroquino, já jogou 16 partidas pela Seleção Marroquina de Futebol. Seus outros clubes foram Strasbourg, Grenoble e Toulouse